# Puente de la Amistad (Bolivia-Brasil)
El puente de la Amistad (en portugués: Ponte Binacional Wilson Pinheiro) es un puente internacional que conecta la ciudad boliviana de Cobija, en el departamento de Pando, con la ciudad brasileña de Brasileia, en el estado de Acre. El puente cruza el río Acre, y lleva el nombre en portgués de un ambientalista que fue asesinado en Brasileia.
La construcción del puente atirantado de 154 m de largo, que costó cerca de dos millones de dólares estadounidenses, fue inaugurado el 11 de agosto de 2004. Durante su inauguración estuvieron presentes los presidentes Carlos Mesa, Lula da Silva y Alejandro Toledo, de Bolivia, Brasil y Perú respectivamente.
No son necesarios trámites al cruzar el puente, los soldados apostados en el lugar no controlan los documentos de los viajeros ni el movimiento de mercancías. Esto es considerable, ya que la zona de libre comercio "Zofra Cobija" existe en el lado boliviano de la frontera, en la que los precios de, p. La ropa, la electrónica y los juguetes están muy por debajo de los de Brasil. Por eso, muchos compradores vienen de la ciudad de Rio Branco, que está a unos 230 km. Sin embargo, un poco más de un kilómetro más al sur, hay otro paso fronterizo donde se procesa la mayor parte del tráfico fronterizo. El proyecto formó parte de la Iniciativa para la Integración de la Infraestructura Regional Suramericana.
En febrero de 2012, el río Acre se desbordó, inundando el área urbana de Cobija y Brasiléia, cortando el acceso al puente.

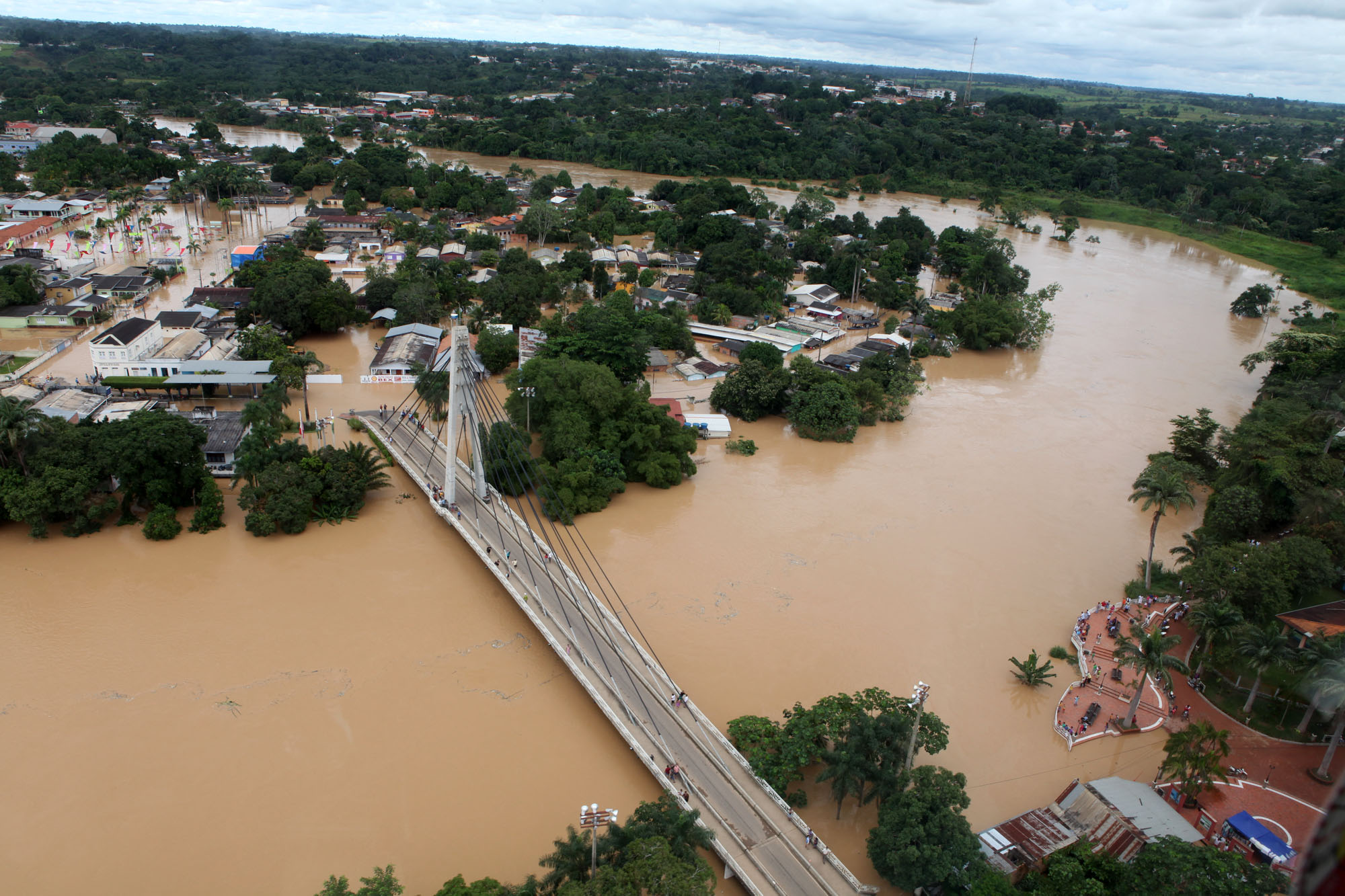
Inundación del río Acre en 2012, con el puente de la Amistad al medio.